# Анастасіос Папапетру
Анастасіос Папапетру (грец. Αναστάσιος Παπαπέτρου; 13 січня 1985) — грецький футбольний арбітр. Арбітр ФІФА та УЄФА з 2016 року. З 2011 року судить матчі в грецькій Суперлізі.

## Суддівська кар'єра
7 липня 2016 року Папапетру дебютував у єврокубках під час матчу між «Гіберніансом» та «Спартаком» (Трнава) у попередньому раунді Ліги Європи УЄФА. Матч закінчився з рахунком 0–3, а Папапетру показав трьом гравцям по одній жовтій картці.
Він відсудив свій перший міжнародний матч на рівні збірних 9 вересня 2018 року, коли команда Грузії перемогла з рахунком 1–0 команду Латвії завдяки голу Торніке Окріашвілі.
Папапетру судив чотири матчі на чемпіонаті Європи U-17 у 2017 році в Хорватії та два матчі на чемпіонаті Європи U-19 у 2019 році у Вірменії.